# 東方心綺樓 ～ Hopeless Masquerade.

正式版v1.01主选单截图

《東方心綺樓 ～ Hopeless Masquerade.》是由上海愛莉絲幻樂團與黃昏邊境共同製作的格鬥遊戲，是東方Project的13.5作。

## 概要
本作在2012年10月5日公佈。游戏中的角色畫面跟系列里的早先格鬥遊戲有較大差别，引入了浮空格斗机制和人氣计算系统，符卡触发操作更直观。此游戏是東方Project系列中第一次使用720p原始屏幕分辨率。體驗版已於2012年12月30日（C83）發佈，Web体验版于2013年4月12日在黄昏边境官网发布，正式版于2013年5月26日第10次例大祭发布。在正式版发布前一天爆出发现严重BUG，要与正式版同时发布修复补丁。后来因部分角色招式使用BUG再推出第二个修复补丁。

## 故事概要
由于接二连三的天灾，郁闷的氛围被带来人类村落(人間の里)。渐渐地村裡人中的秩序被打乱了，但对于这副景象，宗教家们打着掌握混乱人心的算盘，恢复秩序，收集信仰。建立寺庙的僧侣、舍弃俗世的道士、想要复兴神权的巫女这三方下定了决心上场，为人气争夺。

## 系統

《東方心綺樓》遊戲畫面。本作的角色均處於浮空狀態，另外圖中角色名稱旁邊的數字表示人氣值。

### 操作
本作引入了浮空操作，和前作系列不同，角色主要悬浮在屏幕横中线处，可以向上向下移动但无法长时间保持上线或下线而自动移回中线。增加对战范围（如可以向下向上避开攻击，前作只能向上跳或直接硬挡；更易使出自下向上或相反方向的攻击）

### 人氣值
本作引入「人氣值」計算系統。故事模式的人氣值不會影響結局，且達到100％時能夠使出 Lastword Spellcard。每局的K.O.會計算「損血」和「時間」，並計算應得的人氣值。
街機模式的人氣值成為勝負的主要關鍵，時間結束若一方都無人K.O.，便由人氣值高的一方獲勝，而非血量高者。街機模式先拿下兩局勝利者為優勝。

### 宗教系統
本作引入了另一項「宗教」系統。不同的宗教會影響角色的攻击模式。通过自機搭配的「必殺技」和「裝備」来控制所属的宗教模式。
- 無：普通攻擊
- 神道教：範圍攻擊型

優點：攻擊範圍大、自動鎖定敵機
缺點：速度慢、單位攻擊力低、容易擦彈消失
- 道教：遠距速射型

優點：攻擊速度快、攻擊不易被中斷
缺點：範圍狹窄、不易鎖定敵機
- 佛教：近戰強化型

優點：攻擊力高、攻擊持續久、近距離內範圍大
缺點：攻擊距離短
附加功能：按住強攻擊（X鍵）能夠集氣

## 登場人物

### 前作已出現的人物

#### 博麗靈夢
，Hakurei Reimu
種族：人類
別名：　八百萬神明的代言人
主題曲：　春色小徑 ～ Colorful Path
特技：　萬有靈力法則（靈力槽比其他角色更大）
LastWord：　「夢想天生」

#### 霧雨魔理沙
，Kirisame Marisa
種族：人類
別名：　代表人類的魔法使
主題曲：　賢者之夜
特技：　第三次粉飾魔（使用完強射擊或必殺技後，靈力槽旁的星會亮上一顆，當三顆星亮滿後下一發的強射擊或必殺技威力上升）
LastWord：　「掠日彗星」

#### 雲居一輪 & 雲山
，Kumoi Ichirin to Unzan
種族：妖怪 & 見越入道
別名：　壓倒人的妖怪僧者
主題曲：　守舊老爹與尖端少女
特技：　靜謐的怒氣（持續受到攻擊後，靈力槽的「怒」字會冒火，期間內雲居的攻擊上升）
LastWord：　「華麗的老爹時代」

#### 聖白蓮
，Hijirin Byakuren
種族：魔法使
別名：　超越靈長的阿闍黎
主題曲：　感情摩天樓　～ Cosmic Mind
特技：　超人血統（使出必殺技前必定先詠唱咒語，不同的咒語會有不同的附加效果）
LastWord：　「阿詣羅吠陀」

#### 物部布都
，Mononobe no Futo
種族：人類？
別名：　掌管龍脈的風水師
主題曲：　大神神話傳
特技：　蠱毒皿積重（擊中敵人的皿盤會堆積在場上，使用必殺技時會與皿盤互相作用並破壞，且每破壞20枚皿盤，射擊強度便會上升一個階段）
LastWord：　「大火革新」

#### 豐聰耳神子
，Toyosatomimi no Miko
種族：聖人
別名：　監管宇宙的全能道士
主題曲：　聖德傳說　～ True Administrator
特技：　天職的從政者（依照人氣度的得失，決定射擊範圍、強度上升與否）
LastWord：　「承詔必鎮」

#### 河城荷取
，Kawashiro Nitori
種族：河童
別名：　河邊的便利屋小姐
主題曲：　芥川龍之介的河童　～ Candid Friend
特技：　水妖能量（必殺技威力的受到次數限制，當計量表歸零後射擊和必殺技的威力會大幅下降，到回合結束前都不會恢復）
LastWord：　「Super 3D Scope」

#### 古明地戀
，Komeiji Koishi
種族：覺
別名：　空想上的人格保持者
主題曲：　哈特曼的妖怪少女
特技：　超反應官能（強攻擊、強射擊、必殺技不會在按下的同時發動，而是等待到適合的相對位置後自動攻擊）
LastWord：　「荊棘薔薇園」

#### 二岩貒藏
，Futatsuiwa Mamizou
種族：化狸
別名：　隨時提供驚嚇的化狸
主題曲：
- 　佐渡的二岩
- 　幻想鄉的二岩

特技：　狸穴大將（大多的必殺技是由狸貓變化而來，若狸貓受到攻擊則會損失「偽裝計量」，當偽裝計量歸零後則需要一段時間後才能恢復）
LastWord：　「八百八狸囃子」

### 本作新角色

#### 秦心
，Hata no Kokoro
種族：面靈氣
能力：操縱感情程度的能力
別名：
- 　表情豐富的撲克臉（《心綺樓》）
- 　戰慄吧！惡夢的能面女（《深秘錄》）

登場
- 《心綺樓》最終頭目，同時也是可用角色
- 《鈴奈庵》第11話
- 《深秘錄》可用角色

特技：　幻變自在的感情移入（根據不同的必殺技，影響秦心的宗教，若受到攻擊則會回復預設情緒）
- 「哀」＝「神」
- 「喜」＝「道」
- 「怒」＝「佛」

LastWord：　「假面喪心舞　黑暗能樂」
主題曲： 遺落的情緒（《心綺樓》）
飛鳥時期聖德太子製作的能面所化成的付喪神，總共有66張面具，一共代表66種情緒，但因為情緒太多，因此常用的只有喜怒哀樂四種。利用不同的面具控制自己的情緒，同時也會影響到周圍的人。
因為遺失了「希望」的面具，因此秦心的情感平衡崩壞進入暴走，進而影響到人之里的居民，引發了一陣喧鬧。但實際上不太表達情感的秦心因為暴走而變得更有人性些。
- 靈夢的路線是想搶靈夢的(希望)來製作新的面具，雖不知勝負結果，後來知道原因的靈夢給了她(希望)來製作新的面具，但卻說只能保持10天，後來兩人就一同再去找面具的線索。
- 戀的路線知道面具最後被戀找到並藏了起來。
- 神子的結局得知，秦心是飛鳥時代聖德太子製給秦河勝的能面，也就是說神子就是製作出她的人。事後神子依照自己的樣貌做了一個「希望」面具給秦心。但因為神子的面具過於完美，秦心很有可能因此失去它原本樣貌，為此不敢使用。
- 貒藏的結局則希望她以人性去了解何謂人類的「情感」，並嘗試去接納神子製作的面具。

最後在博麗神社以愉快的能樂作為表演結束異變。

## 真實場景
神靈廟的背景取材於台灣人建立的坂戶市聖天宮前殿。

## 外部連結
- 東方心綺楼 官方網站 （页面存档备份，存于） （日語）
- 東方心綺楼　体験版プレイムービー（页面存档备份，存于）